# جيه دبليو ماريوت كوالالمبور
جي دبليوماريوت كوالالمبور (بالإنجليزية: JW Marriott Kuala Lumpur)‏ فندق خمس نجوم وهو فندق مميز ل مجموعة ماريوت للفنادق في منطقة الأعمال الوسطى فيكوالالمبور بماليزيا. الفندق مكون من 23 طابق ويضم 491 غرفة و20 غرفة اجتماعات بمساحة إجمالية 32,927 قدم2 (3,059.0 م2).

## روابط خارجية
- JW Marriott Hotels and Resorts
- Official site of JW Marriott, Kuala Lumpur